# ハンセン–ジャガナサン境界
ハンセン–ジャガナサン境界（ハンセン–ジャガナサンきょうかい、英: Hansen–Jagannathan bound）とは、金融経済学とマクロ経済学において金融資産の資産価格モデルにおける確率的割引ファクター（英: stochastic discount factor）の分散の下限を決定する理論である。1991年にラース・ハンセンとラビ・ジャガナサンにより発表された。一般的な資産価格モデルのほとんどに適用可能なため、資産価格モデルの妥当性を確かめるために用いられる。

## 概要
金融資産 {\displaystyle i} の時点 {\displaystyle t} における価格 {\displaystyle p_{i,t}} が次の方程式で決定されるとする。
{\displaystyle p_{i,t}=E_{t}[m_{t+1}(p_{i,t+1}+d_{i,t+1})]}
ただし、{\displaystyle d_{i,t+1}} は時点 {\displaystyle t+1} において金融資産 {\displaystyle i} を保持していることによる利益（インカム・ゲインのことで、例えば株式なら配当、債券ならクーポンなど）で、{\displaystyle E_{t}} は時点 {\displaystyle t} までの情報による条件付き期待値である。{\displaystyle m_{t+1}} は時点 {\displaystyle t+1} における、全ての金融資産に共通の確率的割引ファクターである。
ここで、金融市場に存在する全てのリスクのある金融資産のグロスのトータルリターン {\displaystyle {\frac {p_{i,t+1}+d_{i,t+1}}{p_{i,t}}}} を並べたベクトルを {\displaystyle R_{t+1}} とする。すると次の不等式が成り立つ。
{\displaystyle \mathrm {Var} _{t}(m_{t+1})\geq {\Big (}\mathbf {1} -E_{t}[m_{t+1}]E_{t}[R_{t+1}]{\Big )}^{\prime }{\Big (}\mathrm {Var} _{t}(R_{t+1}){\Big )}^{-1}{\Big (}\mathbf {1} -E_{t}[m_{t+1}]E_{t}[R_{t+1}]{\Big )}}
ここで、{\displaystyle \mathrm {Var} _{t}(m_{t+1})} は確率的割引ファクター {\displaystyle m_{t+1}} の条件付き分散、{\displaystyle \mathrm {Var} _{t}(R_{t+1})} はリターンベクトルの条件付き分散共分散行列、{\displaystyle \mathbf {1} } は全ての要素が1であるベクトルであり、{\displaystyle \prime } はベクトルの転置を表す。この不等式の右辺を指してハンセン–ジャガナサン境界と呼ぶ。
ここで {\displaystyle E_{t}[m_{t+1}]} が0ではないと仮定すると、安全資産のグロスの利子率を {\displaystyle R_{\mathrm {f} ,t+1}} とした時、
{\displaystyle R_{\mathrm {f} ,t+1}={\frac {1}{E_{t}[m_{t+1}]}}}
であるので、ハンセン–ジャガナサン境界の両辺を {\displaystyle {\Big (}E_{t}[m_{t+1}]{\Big )}^{2}} で割ることで次の表現が得られる。
{\displaystyle {\frac {\mathrm {Var} _{t}(m_{t+1})}{{\Big (}E_{t}[m_{t+1}]{\Big )}^{2}}}\geq {\Big (}E_{t}[R_{t+1}-R_{\mathrm {f} ,t+1}\mathbf {1} ]{\Big )}^{\prime }{\Big (}\mathrm {Var} _{t}(R_{t+1}){\Big )}^{-1}{\Big (}E_{t}[R_{t+1}-R_{\mathrm {f} ,t+1}\mathbf {1} ]{\Big )}}
金融資産の超過リターンベクトルを {\displaystyle r_{t+1}^{e}} とすれば、{\displaystyle r_{t+1}^{e}=R_{t+1}-R_{\mathrm {f} ,t+1}\mathbf {1} } かつ {\displaystyle \mathrm {Var} _{t}(r_{t+1}^{e})=\mathrm {Var} _{t}(R_{t+1})} なので結局、
{\displaystyle {\frac {\mathrm {Var} _{t}(m_{t+1})}{{\Big (}E_{t}[m_{t+1}]{\Big )}^{2}}}\geq {\Big (}E_{t}[r_{t+1}^{e}]{\Big )}^{\prime }{\Big (}\mathrm {Var} _{t}(r_{t+1}^{e}){\Big )}^{-1}{\Big (}E_{t}[r_{t+1}^{e}]{\Big )}}
という表現も可能になる。
またハンセン–ジャガナサン境界は無条件の期待値と分散についても成立する。ここで、{\displaystyle {\Big (}E[r_{t+1}^{e}]{\Big )}^{\prime }{\Big (}\mathrm {Var} (r_{t+1}^{e}){\Big )}^{-1}{\Big (}E[r_{t+1}^{e}]{\Big )}} は接点ポートフォリオのシャープ・レシオの2乗であり、接点ポートフォリオはシャープ・レシオを最大化するポートフォリオでもあるので、
{\displaystyle {\frac {\mathrm {Var} (m_{t+1})}{{\Big (}E[m_{t+1}]{\Big )}^{2}}}\geq \max _{p}S_{p}^{2}}
とも書ける。ただし、{\displaystyle S_{p}} はポートフォリオ {\displaystyle p} のシャープ・レシオである。等号成立は確率的割引ファクターが何らかのポートフォリオのリターンの線形結合として表現できる時のみであり、CAPMなどがそれにあたる。

## ハンセン–ジャガナサン距離
ハンセン–ジャガナサン距離（英: Hansen–Jagannathan distance）とは、確率的割引ファクターの特定化の誤りの程度を表す一つの指標である。次の確率変数を定義する。
{\displaystyle m_{t+1}^{*}={\mathbf {1} }^{\prime }{\Big (}E_{t}[R_{t+1}R_{t+1}^{\prime }]{\Big )}^{-1}R_{t+1}}
また、想定しているモデルの確率的割引ファクターをパラメーター {\displaystyle \theta } に依存するものとして {\displaystyle m_{t+1}^{\theta }} と表す。さらに次を定義する。
{\displaystyle {\widehat {m}}_{t+1}^{\theta }={\Big (}E_{t}[m_{t+1}^{\theta }R_{t+1}]{\Big )}^{\prime }{\Big (}E_{t}[R_{t+1}R_{t+1}^{\prime }]{\Big )}^{-1}R_{t+1}}
この時、ハンセン–ジャガナサン距離 {\displaystyle HJD} は以下のように定まる。
{\displaystyle HJD={\sqrt {E_{t}[(m_{t+1}^{*}-{\widehat {m}}_{t+1}^{\theta })^{2}]}}={\sqrt {{\Big (}\mathbf {1} -E_{t}[m_{t+1}^{\theta }R_{t+1}]{\Big )}^{\prime }{\Big (}E_{t}[R_{t+1}R_{t+1}^{\prime }]{\Big )}^{-1}{\Big (}\mathbf {1} -E_{t}[m_{t+1}^{\theta }R_{t+1}]{\Big )}}}}
もし、あるパラメーター {\displaystyle \theta _{0}} において {\displaystyle \mathbf {1} =E_{t}[m_{t+1}^{\theta _{0}}R_{t+1}]} となるのであれば、つまり、{\displaystyle m_{t+1}^{\theta _{0}}} が真の確率的割引ファクターであるのならば、{\displaystyle m_{t+1}^{*}-{\widehat {m}}_{t+1}^{\theta _{0}}=0} であるので、{\displaystyle HJD=0} が成り立つ。
ハンセン–ジャガナサン距離は
{\displaystyle HJD=\min _{m_{t+1}}{\sqrt {E_{t}[(m_{t+1}^{\theta }-m_{t+1})^{2}]}}}
{\displaystyle {\mbox{subject to }}E_{t}[m_{t+1}R_{t+1}]=\mathbf {1} }
という形で表現でき、{\displaystyle E_{t}[m_{t+1}R_{t+1}]=\mathbf {1} } を満たす {\displaystyle m_{t+1}} の中で {\displaystyle m_{t+1}^{\theta }} と最も近いものと {\displaystyle m_{t+1}^{\theta }} との距離を表している。

## 歴史と応用
ハンセン–ジャガナサン境界の原型となる不等式はロバート・シラーによって1982年にもたらされている。ハンセンとジャガナサンはそれを一般化した形で1991年にハンセン–ジャガナサン境界を提示した。ハンセンとジャガナサンは、経済学で通常用いられる時間について加法分離的な相対的リスク回避度一定(CRRA)型効用関数を想定した場合の確率的割引ファクターはハンセン–ジャガナサン境界の不等式を満たしていないことを実際のデータを使って実証した。この実証結果はエクイティプレミアムパズルの結果と整合的であると彼らは結論付けている。

## ハンセン–ジャガナサン境界の導出

### リスク資産が一つである場合
リスク資産が一つであるならば、そのグロスのトータルリターンを {\displaystyle R_{t+1}} として
{\displaystyle 1=E_{t}[m_{t+1}R_{t+1}]=E_{t}\left[m_{t+1}\right]E_{t}\left[R_{t+1}\right]+\mathrm {Cov} _{t}(m_{t+1},R_{t+1})}
{\displaystyle =E_{t}\left[m_{t+1}\right]E_{t}\left[R_{t+1}\right]+{\sqrt {\mathrm {Var} _{t}(m_{t+1})}}{\sqrt {\mathrm {Var} _{t}(R_{t+1})}}\mathrm {Corr} _{t}(m_{t+1},R_{t+1})}
となる。よって相関係数 {\displaystyle \mathrm {Corr} _{t}(m_{t+1},R_{t+1})} が-1以上1以下であることに注意すれば、
{\displaystyle \mathrm {Var} _{t}(m_{t+1})={\frac {1}{{\Big (}\mathrm {Corr} _{t}(m_{t+1},R_{t+1}){\Big )}^{2}}}{\frac {{\Big (}1-E_{t}\left[m_{t+1}\right]E_{t}\left[R_{t+1}\right]{\Big )}^{2}}{\mathrm {Var} _{t}(R_{t+1})}}\geq {\frac {{\Big (}1-E_{t}\left[m_{t+1}\right]E_{t}\left[R_{t+1}\right]{\Big )}^{2}}{\mathrm {Var} _{t}(R_{t+1})}}}
となる。特に両辺を {\displaystyle E_{t}\left[m_{t+1}\right]} の2乗で割り、平方根を取れば、{\displaystyle m_{t+1}} が非負の時、
{\displaystyle {\frac {\sqrt {\mathrm {Var} _{t}(m_{t+1})}}{E_{t}\left[m_{t+1}\right]}}\geq {\Big |}{\frac {E_{t}\left[R_{t+1}-R_{f,t+1}\right]}{\sqrt {\mathrm {Var} _{t}(R_{t+1}-R_{f,t+1})}}}{\Big |}}
となる。右辺はシャープ・レシオの絶対値である。

### リスク資産が複数である場合
確率的割引ファクター {\displaystyle m_{t+1}} の定数とリターンベクトル {\displaystyle R_{t+1}} に対する直交射影を考えると、
{\displaystyle m_{t+1}=E_{t}[m_{t+1}]+\mathrm {Cov} _{t}(m_{t+1},R_{t+1}){\Big (}\mathrm {Var} _{t}(R_{t+1}){\Big )}^{-1}{\Big (}R_{t+1}-E_{t}[R_{t+1}]{\Big )}+\epsilon _{t+1}}
が成立する。ただし {\displaystyle E_{t}[\epsilon _{t+1}]=0} かつ {\displaystyle E_{t}[R_{t+1}\epsilon _{t+1}]=0} である。ここで
{\displaystyle m_{t+1}^{*}=E_{t}[m_{t+1}]+\mathrm {Cov} _{t}(m_{t+1},R_{t+1}){\Big (}\mathrm {Var} _{t}(R_{t+1}){\Big )}^{-1}{\Big (}R_{t+1}-E_{t}[R_{t+1}]{\Big )}}
とすれば
{\displaystyle \mathrm {Var} _{t}(m_{t+1})=\mathrm {Var} _{t}(m_{t+1}^{*})+\mathrm {Var} _{t}(\epsilon _{t+1})\geq \mathrm {Var} _{t}(m_{t+1}^{*})}
である。さらに {\displaystyle \mathrm {Cov} _{t}(m_{t+1},R_{t+1})=E_{t}[m_{t+1}R_{t+1}]-E_{t}[m_{t+1}]E_{t}[R_{t+1}]=\mathbf {1} -E_{t}[m_{t+1}]E_{t}[R_{t+1}]} なので結局
{\displaystyle \mathrm {Var} _{t}(m_{t+1}^{*})={\Big (}\mathbf {1} -E_{t}[m_{t+1}]E_{t}[R_{t+1}]{\Big )}^{\prime }{\Big (}\mathrm {Var} _{t}(R_{t+1}){\Big )}^{-1}{\Big (}\mathbf {1} -E_{t}[m_{t+1}]E_{t}[R_{t+1}]{\Big )}}
となる。よって
{\displaystyle \mathrm {Var} _{t}(m_{t+1})\geq {\Big (}\mathbf {1} -E_{t}[m_{t+1}]E_{t}[R_{t+1}]{\Big )}^{\prime }{\Big (}\mathrm {Var} _{t}(R_{t+1}){\Big )}^{-1}{\Big (}\mathbf {1} -E_{t}[m_{t+1}]E_{t}[R_{t+1}]{\Big )}}
が得られる。